# Guran Guran
Guran Guran är en svensk punkgrupp bildad 1985 i Stockholm av Gunnar Engblom och Gunnar Elvin.
Gruppen bildades efter att Gunnar "Guran" Engblom, som spelat som "gatumusikant" på lokaltrafiken i flera svenska städer, kontaktade sin förre kurskamrat Gunnar Elvin, för att spela in ett demoband. Tillsammans spelade de in ett antal låtar, men det resulterade inte i någon utgivning. 2016 återförenades Engblom och Elvin och gruppen återskapades, med tillskott av Joel Fernberg (bas) och Dan Allinger (trummor), och 18 låtar som spelats in sådär 30 år tidigare gavs ut på CDn Guran Gurans Greatest sHits. Ytterligare en CD Tryggt och Säkert Land (13 låtar), släpptes året därpå. Gruppen har även givit ut några singlar och tre tidiga inspelningar finns dessutom med på samlings-CDn Stockholmspunk 79-91 som gavs ut 2002.